# قائمة مؤلفات عبد الله بن محمد بن خميس
يعد عبد الله بن محمد بن خميس (1339هـ - 1432هـ / 1920م - 2011م) رائدًا من رواد الأدب والثقافة والفكر في المملكة العربية السعودية، وله دراسات وأبحاث علمية في شتى الموضوعات كالجغرافيا والتاريخ والأدب والرحلات والمجال القصصي وغيرها من المجالات.

## مؤلفاته

### الرحلات
| # | اسم الكتاب          | السنة         | دار النشر      | ملاحظات |
| - | ------------------- | ------------- | -------------- | ------- |
| 1 | شهر في دمشق.        | 1375هـ/1955م. | مطابع الرياض.  |         |
| 2 | جولة في غرب أمريكا. | 1414هـ/1994م. | مطابع الفرزدق. |         |

### الأدب والشعر
| # | اسم الكتاب                                        | السنة         | دار النشر      | ملاحظات      |
| - | ------------------------------------------------- | ------------- | -------------- | ------------ |
| 3 | الأدب الشعبي في جزيرة العرب.                      | 1378هـ/1958م. | مطابع الفرزدق. |              |
| 4 | الشوارد.                                          | 1394هـ/1974م. | دار اليمامة.   | ثلاثة أجزاء. |
| 5 | من القائل؟ أسئلة وأجوبة في الشعر والحكم والأمثال. | 1408هـ/1988م. | مطابع الفرزدق. | أربعة أجزاء. |
| 6 | أهازيج الحرب وشعر العرضة.                         | 1402هـ/1982م. | مطابع الفرزدق. | 368 صفحة.    |
| 7 | الديوان الثاني.                                   | 1413هـ/1993م. | مطابع الفرزدق. |              |
| 8 | رموز من الشعر الشعبي تنبع من أصلها الفصيح.        | 1412هـ/1992م. | مطابع الفرزدق. |              |

### أدبي جغرافي
| #  | اسم الكتاب                                              | السنة         | دار النشر      | ملاحظات     |
| -- | ------------------------------------------------------- | ------------- | -------------- | ----------- |
| 9  | المجاز بين اليمامة والحجاز.                             | 1390هـ/1970م. | دار اليمامة.   |             |
| 10 | معجم جبال الجزيرة.                                      | 1410هـ/1989م. | مطابع الفرزدق. | خمسة أجزاء. |
| 11 | المعجم الجغرافي للمملكة العربية السعودية: معجم اليمامة. | 1398هـ/1978م. | دار اليمامة.   | جزءان.      |
| 12 | معجم أودية الجزيرة.                                     | 1419هـ.       | مطابع الفرزدق. | جزءان.      |
| 13 | رمال الجزيرة: الربع الخالي.                             | 1419هـ/1998م. | مطابع الفرزدق. |             |

### أدبي تاريخي
| #  | اسم الكتاب                                         | السنة         | دار النشر      | ملاحظات          |
| -- | -------------------------------------------------- | ------------- | -------------- | ---------------- |
| 14 | الدرعية العاصمة الأولى.                            | 1402هـ/1982م. | دار الفرزدق.   |                  |
| 15 | لمحات من تاريخ الملك عبد العزيز.                   | 1419هـ/1998م. |                | مخطوط غير منشور. |
| 16 | تاريخ اليمامة: مغاني الديار ومالها من أخبار وآثار. | 1407هـ/1987م. | مطابع الفرزدق. | سبعة أجزاء.      |

### النقد
| #  | اسم الكتاب              | السنة         | دار النشر      | ملاحظات |
| -- | ----------------------- | ------------- | -------------- | ------- |
| 17 | من جهاد قلم [في النقد]. | 1402هـ/1982م. | مطابع الفرزدق. |         |

### أخرى
| #  | اسم الكتاب                                                          | السنة         | دار النشر              | ملاحظات          |
| -- | ------------------------------------------------------------------- | ------------- | ---------------------- | ---------------- |
| 18 | بلادنا والزيت.                                                      | 1379هـ/1959م. | النادي الأدبي بالرياض. |                  |
| 19 | من أحاديث السمر: قصص واقعية من قلب الجزيرة العربية.                 | 1398هـ/1978م. | مطابع حنيفة.           |                  |
| 20 | راشد الخلاوي: حياته - شعره - حِكمه - فلسفته - نوادره - حسابه الفلكي. | 1392هـ/1972م. | دار اليمامة.           |                  |
| 21 | من جهاد قلم 2 [فواتح الجزيرة].                                      | 1404هـ/1984م. | مطابع الفرزدق.         |                  |
| 22 | من جهاد قلم 3 [محاضرات وبحوث].                                      | 1405هـ/1984م. | مطابع الفرزدق.         |                  |
| 23 | على ربى اليمامة: أصداء من الجزيرة العربية.                          | 1397هـ/1977.  | مطابع الفرزدق.         |                  |
| 24 | شئون وشجون من واقع حياتي.                                           | 1413هـ/1993م. |                        | مخطوط غير منشور. |

## قراءة إضافية
- محمود رداوي (1409هـ/1989م). ابن خميس وآثاره الأدبية: أدب الرحلات، النثر الفني، الشعر (ط. الأولى). الرياض-السعودية: مطابع الفرزدق. {{استشهاد بكتاب}}: تحقق من التاريخ في: |سنة= (مساعدة)

## وصلات خارجية
"عبد الله بن محمد ابن خميس". قاموس الأدب والأدباء في المملكة العربية السعودية. مؤرشف من الأصل في 2020-02-07.